# Károly-kilátó (Sopron)
A Károly-kilátó és maga a 398 m magas Károly-magaslat egyaránt Romwalter Károly soproni nyomdász és lapkiadó emlékét őrzi, mert ő és fia ácsoltatták 1876-ban (néhány forrás szerint 1878-ban) ezen a helyen az első kilátót.
Amikor a faépítmény elöregedett, a városszépítők 1902-ben úgy találták, hogy javítása túl drága lenne, és ezért inkább „a hely méltóságának megfelelő kilátót” építenek, kőből. Ennek ellenére az építkezést csak 1936-ban fejezték be, mert közben csődbe ment az a bank, amelybe az adományokból a kilátóra összegyűlt pénzt elhelyezték. A végleges terveket Winkler Oszkár készítette el – a terméskőből épült kilátó 23 m magas. Az „új” kilátót 1936. június 12-én avatták fel.
A második világháború után az építmény a városi önkormányzathoz került. 1959. december 23-tól kezdve, az új tévétorony megépültéig itt működött a soproni tévéadó, eközben azonban kilátóként is tovább üzemelt. A Károly-kilátó sok hányattatás után csak 1996-ban került vissza a Soproni Városszépítő Egyesülethez.
Az egyesület még az évben elvégeztette a legsürgősebb felújításokat, és megnyitotta az épület első emeletén a Botanikusok szentélyének nevezett állandó kiállítást. A tárlók és a rövid ismertetők átfogó képet adnak Kitaibel Pál, Gombocz Endre és Kárpáti Zoltán munkásságáról. A falakon Csapody Vera festményei láthatók – ezeken a Kitaibel és Waldstein Ferenc Ádám szerzőségét őrző növényeket örökítette meg. 2002. március 27-én Turi-Kovács Béla környezetvédelmi miniszter nyitotta meg a kilátó második kiállítását, mely Csapody Vera, Roth Gyula és Winkler Oszkár munkásságát mutatja be.
A kilátó belépődíj fizetése ellenében látogatható, a legfelső szintről szép kilátás nyílik a városra, a Soproni-hegységre. Jó időben a Fertőn túl Pozsony, keletre a Ság, nyugati irányban pedig a Schneeberg is látható.

## Képgaléria

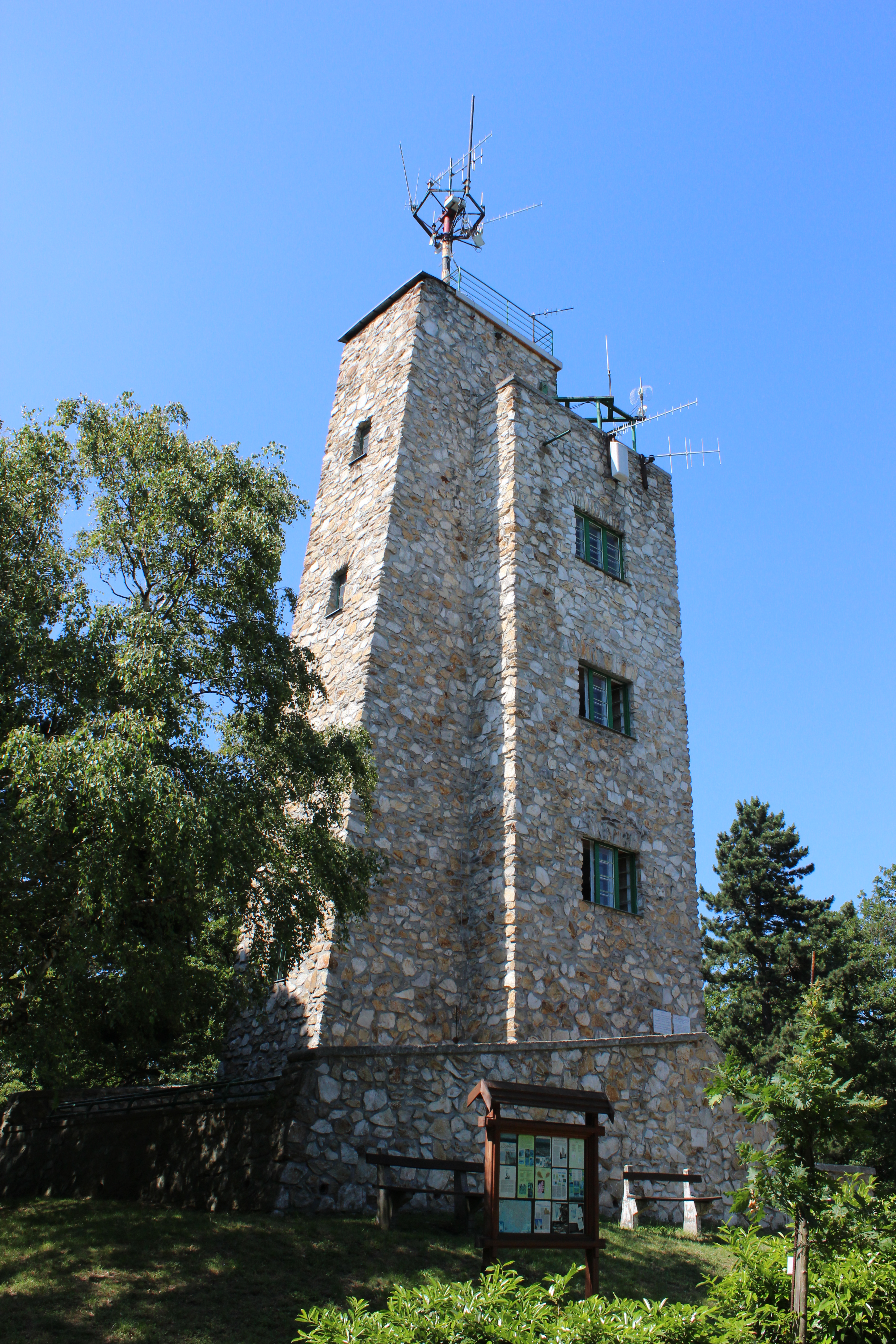
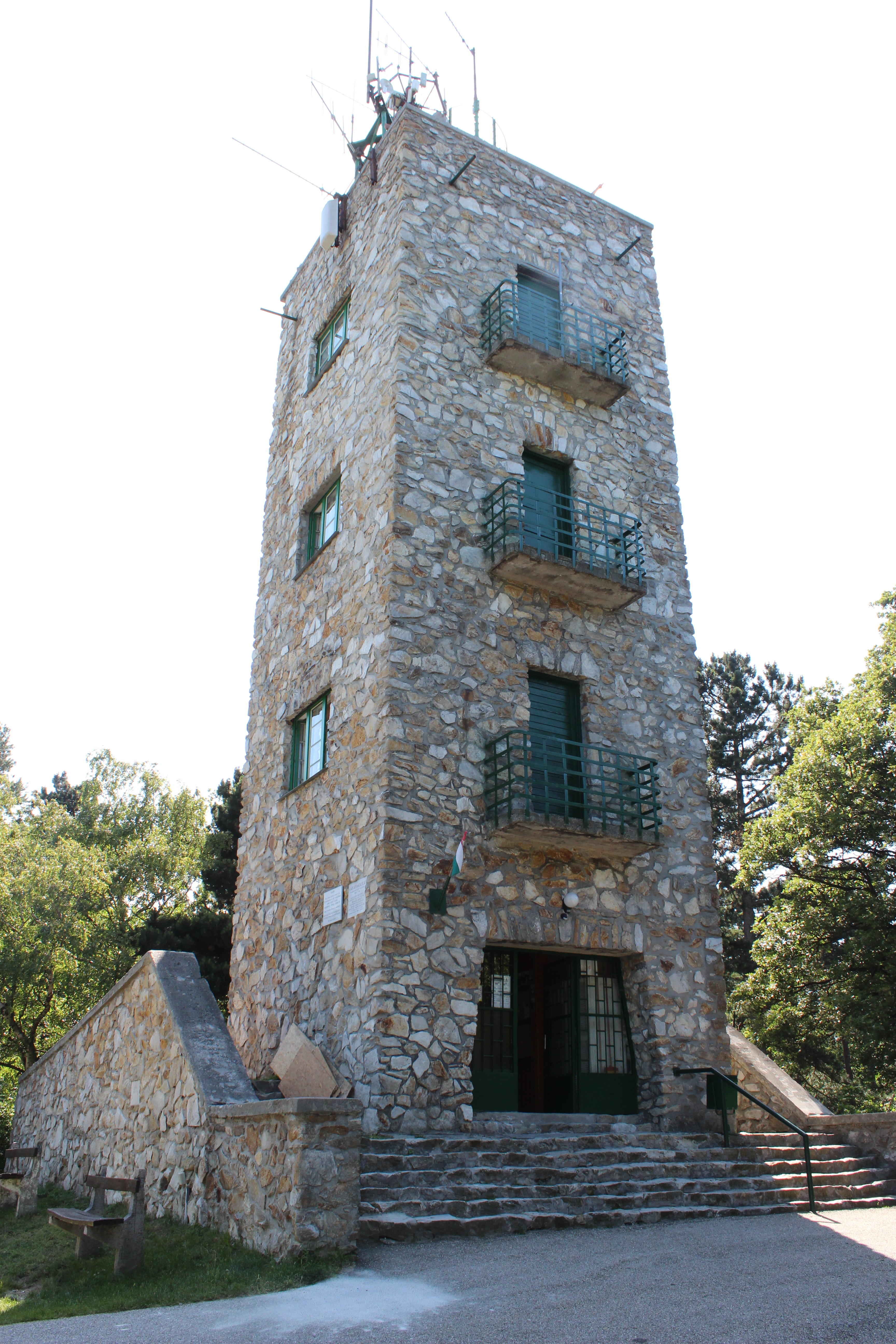
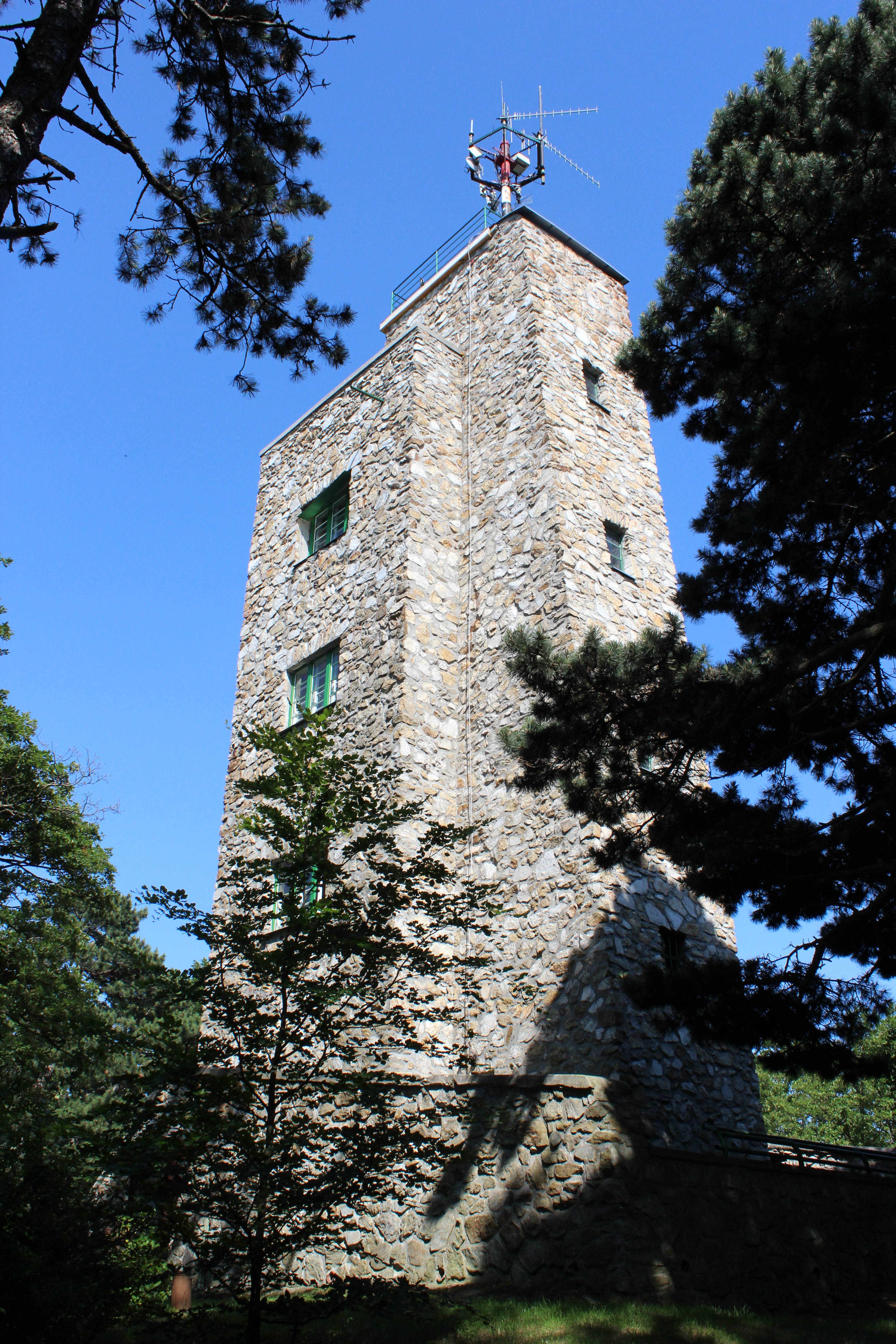
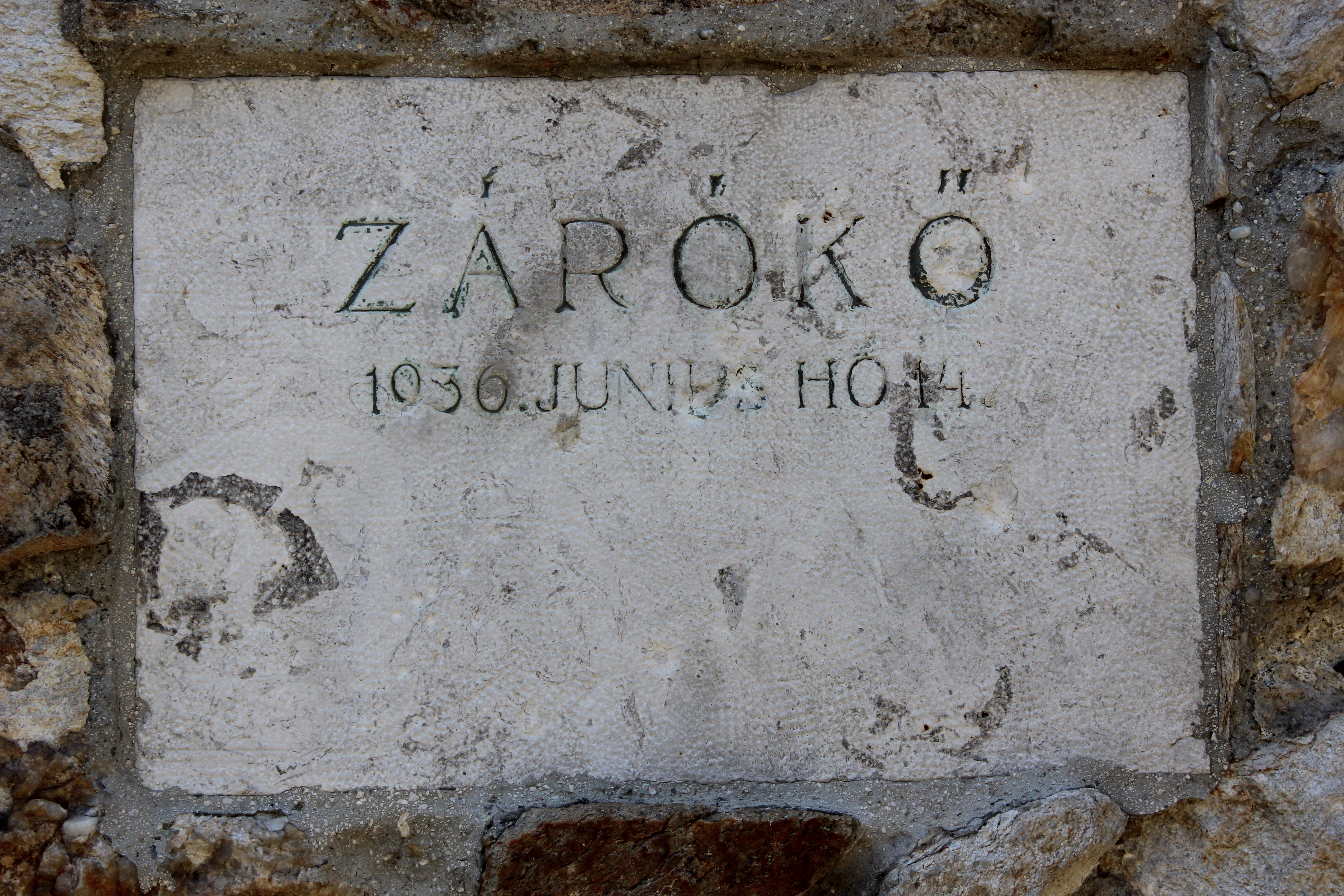
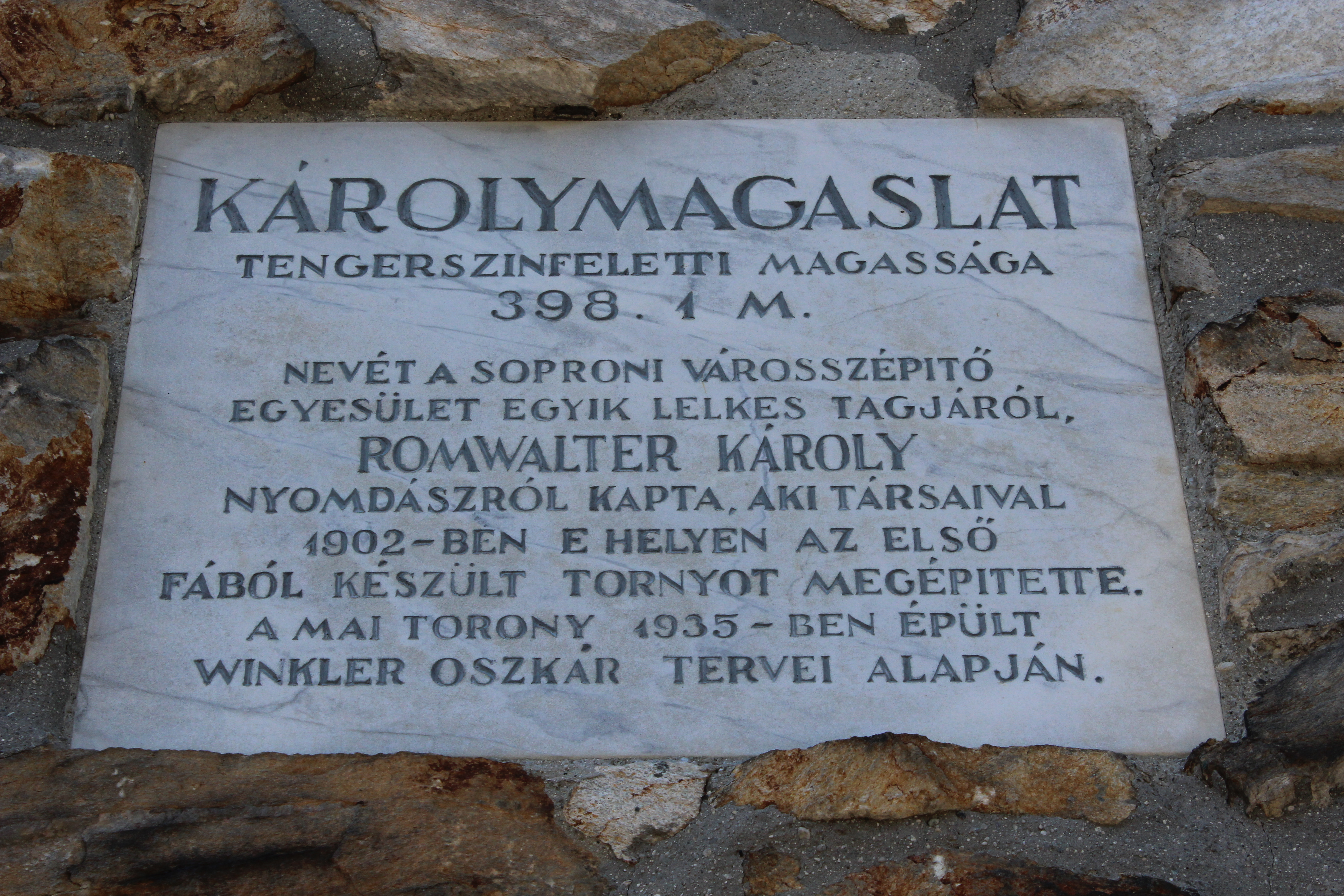
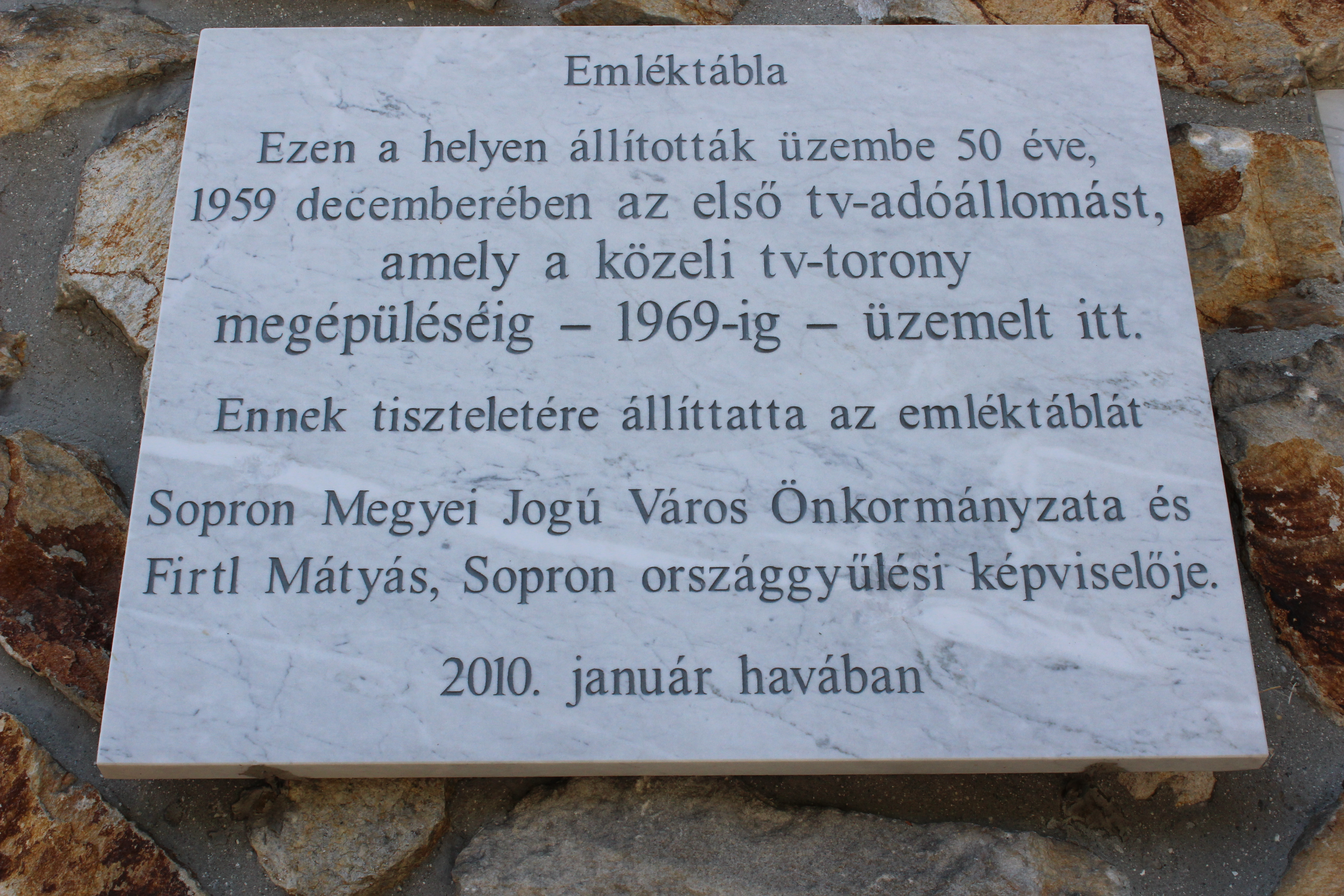
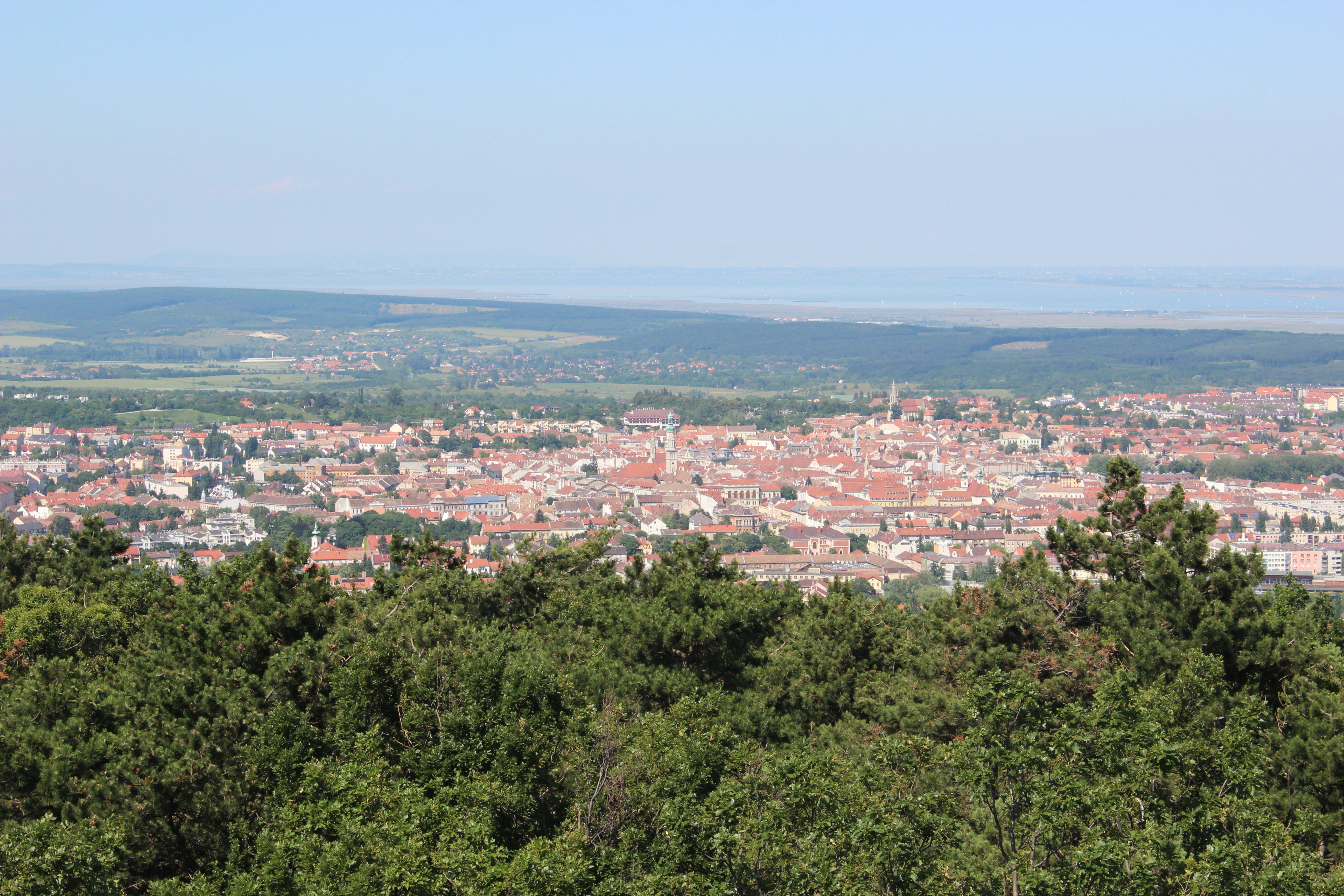
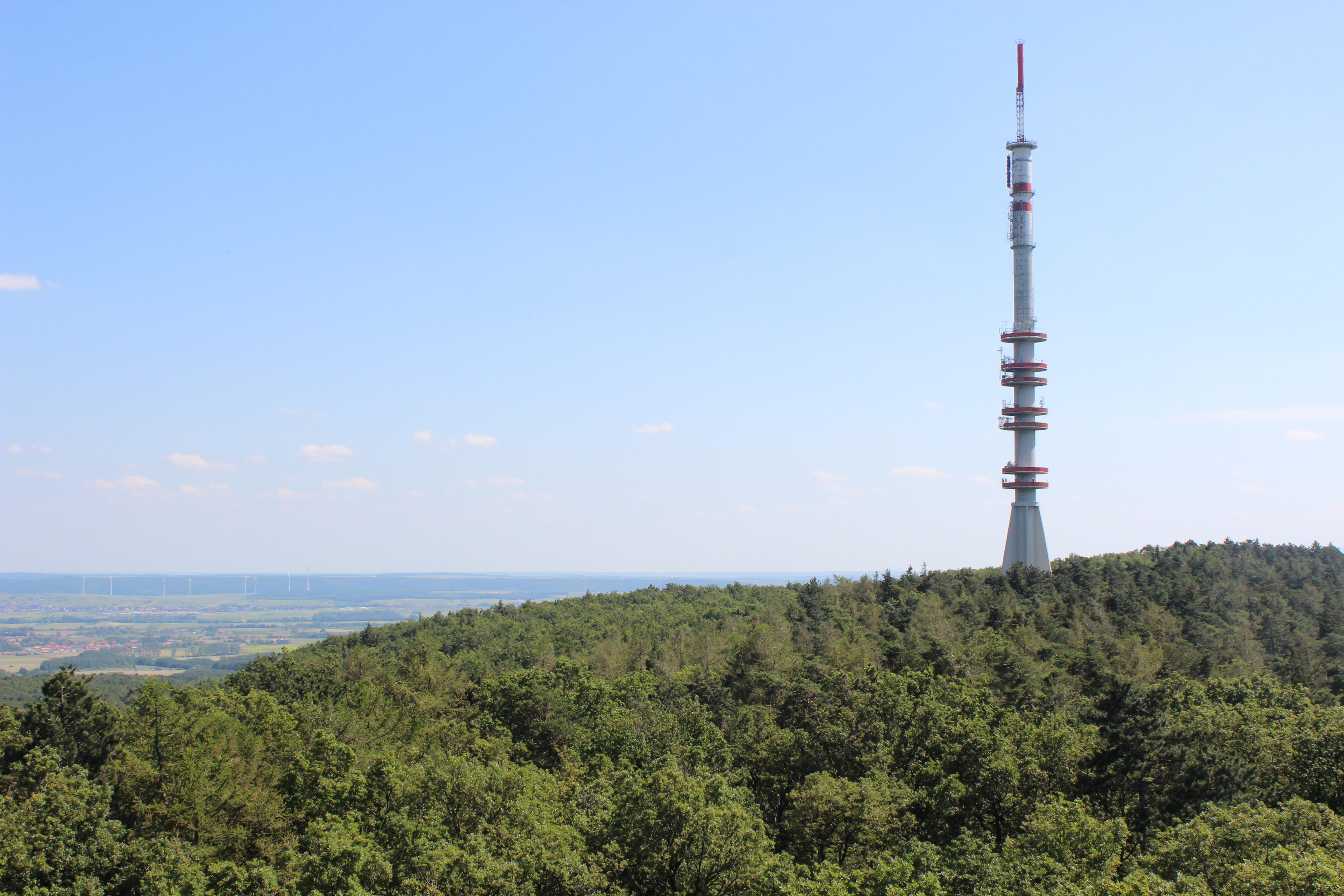